# Hintereggkogel
Hintereggkogel är en bergstopp i Österrike.   Den ligger i distriktet Lienz och förbundslandet Tyrolen, i den centrala delen av landet, 300 km väster om huvudstaden Wien. Toppen på Hintereggkogel är 2 081 meter över havet.
Terrängen runt Hintereggkogel är mycket bergig. Runt Hintereggkogel är det ganska glesbefolkat, med 26 invånare per kvadratkilometer.. Närmaste större samhälle är Matrei in Osttirol, 4,5 km sydost om Hintereggkogel. 
I omgivningarna runt Hintereggkogel växer i huvudsak blandskog.